# Виноградов, Николай Андреевич
Никола́й Андре́евич Виногра́дов (1831—1886) — профессор и декан медицинского факультета Казанского университета.

## Биография
До 14-летнего возраста воспитывался отчасти дома под руководством своего отца, священника, отчасти в доме владетелей Выксинских заводов Шепелевых. В 1845—51 гг. учился в Нижегородской духовной семинарии, в 1851 году поступил в Московский университет на медицинский факультет. По случаю Крымской кампании окончил курс по ускоренному выпуску в 1855 г. и определён врачом в 1-й сапёрный батальон, находившийся тогда в Царстве Польском.
В Варшаве Виноградов занимался в Александровском военном госпитале и быстро приготовился к докторским экзаменам и в 1858 году признан был медицинским совещанием Царства Польского доктором медицины. На 1860—61 г. прикомандирован к Петербургской хирургической академии, где поступил ординатором в терапевтическую клинику, которой заведовал профессором Шипулинский, затем профессор Боткин; под руководством последнего Виноградов занимался около года. Также посещал лекции профессора Руднева.
В 1861 году Виноградов был командирован на 2 года за границу, где он занимался в клиниках Траубе, Фрерикса, Шкоды, Оппольцера, Бамбергера, Труссо и Пиорри и в знаменитом патологоанатомическом институте Вирхова; физиологической химией — под руководством Кюне.
В 1863 году Виноградов был избран экстраординарным профессором на кафедру частной патологии и терапии в Императорский Казанский университет, вскоре после этого заведующим факультетской клиникой и в 1864 г. — ординарным профессором. В университете Виноградов выступил деятелем в то время, когда медицинский факультет начал обновляться, когда вместо профессоров-иностранцев, часто не знавших русского языка и читавших по-латыни или ломаным русским языком, предпочитавших в медицине натурфилософские дедукции наблюдению и опыту, — выступили молодые русские люди, сложившиеся в своих общественных воззрениях под впечатлением реформ 60-х гг., в научных — под впечатлением идей и открытий Вирхова, Клода-Бернара, Пастера и др. В Казани Виноградов стал наиболее ярким представителем нового направления.
Как профессор, он создал в университете школу, из которой вышло немало почтённых врачей-практиков и профессоров, как, например, Левицкий, Несчастливцев, Хомяков, Котовщиков; как общественный деятель он вместе с профессором К. З. Кучиным основал «Общество врачей» в Казани и в 1868 г. был избран первым председателем. При его же участии было основано в Казани Общество вспомоществования недостаточным студентам, первоначальный фонд которого образовался из сборов с публичных лекций, читанных Виноградовым.
С 1870 до 1878 г. был деканом медицинского факультета. Как практический врач пользовался громадной известностью во всём Волжско-Камском крае и в Сибири. В аудитории факультетской клиники поставлен его портрет; больнице, устроенной в адмиралтейской пригородной слободе, в память заслуг покойного для города присвоено название «Виноградовской»; наконец, «Обществом врачей» собирался фонд для премии имени Виноградова за лучшие сочинения по терапии.

## Научные труды
Учёные труды Виноградова в числе 44 напечатаны от 1860 до 1886 г. Сокращённые названия большей части их указаны ниже: 
- «О лечении перемежающейся лихорадки холодной водой» («Протоколы Общества русских врачей», 1860—61),
- «Клинические наблюдения» (там же, 1861 г.),
- «О влиянии дигиталина на метаморфоз тела» («Медицин. вестник», 1861, а также в «Virchow’s Archiv», 1861).
- «Определения йода в жидкостях, содержащих органические вещества» («Медиц. вестник», 1861);
- «Об изменении метаморфоза при лихорадочном состоянии организма» («Медиц. вестн.», 1861 г.);
- «Действие высокой и низкой температуры на деятельность сердца» («Медиц. вестник», 1861);
- «О сущности сахарного мочеизнурения» («Военно-медицинский журнал», 1862);
- «Ueber künstlichen und naturlichen Diabetes mellitus» («Virchow’s Archiv», т. 24);
- «Beiträge zur Lehre über Diabetes mellittus» («Virchow’s Archiv», т. 27);
- «К учению о скорбуте» («Мёд. вестн.» 1862);
- «О совместимости бугорка и рака» («Военно-медицинский журнал»);
- «Случай аневризмы восходящей части аорты» («Медиц. вестн.», 1863);
- «Демонстративный курс патологической анатомии за 1861—62 гг.» (отчёт в «Военно-мед. журн.» 1863);
- «О присутствии азота в крови» («Мёд. вестник», 1863);
- «Случай эпилепсии» («Мёд. вестн.», 1864);
- «Из терапевтической клиники Казанского университета за 1863, 1864 учебные года» («Мёд. вестник», 1864—1866);
- «К диагностике болезней брюшных органов» («Протоколы Общ. русских врачей», 1866 г.);
- «К диагностике болезней грудных органов» («Медиц. вестник», 1867);
- «Случай нарыва селезёнки» («Медиц. вестник», 1868);
- «О значении причинной диагностики для терапии» («Медиц. вестник» 1868);
- «Наблюдения из факультетской терапевтической клиники Казан. университета» («Мёд. вестн.», 1869 и 1870 г.; "Учен. зап. Казанск. унив. 1874, 1876 и 1879; «Русская медиц.», 1881);
- «Случай febris intermittens larvata» («Протоколы и Труды Общества врачей при Казан. универс.», 1877 и 1878 гг.);
- «Tumor cerebelli» («Учёные записки Казанского универс.», 1878);
- «О перемежающейся лихорадке» («Дневник Общ. врачей при Казан. университете», 1880);
- «Аускультативные явления в периферических артериях» («Дневник Каз. общ. врачей», 1881);
- «К диагностике органических пороков сердца» («Дневник», 1881);
- «Случай спазматического состояния мышц» («Дневник», 1881);
- «К учению об альбуминурии». («Дневник», 1881);
- «Случай венозного шума над мечевидным отростком» («Дневник», 1883);
- «Atrophia facialis progressiva bilateralis» («Русская медицина», 1884);
- «О гнездной пигментации кожи при затяжной перемежающейся лихорадке» («Дневник», 1884);
- «Случай множественного эхинококка» (с Н. И. Котовщиковым, «Русская медицина», 1886).